# 독특한 연예뉴스
《독특한 연예뉴스》는 대한민국 OBS경인TV에서 평일 저녁 8시 40분에 방송되는 연예 정보 프로그램이다. 유일하게 수도권에만 볼수있는데 상품사진과 상품명이 적힌 현수막을 반복 노출하는 등 방송심의에 관한 규정 제46조 제 2항을 위반하여 2012년 12월 20일 방송통신심의위 회의에서 "경고" 조치를,  2019년 7월 31일 방영분에서 진행자가 여성 연예인들의 비키니 사진을 보여주며 '여자라면 한 번쯤 꿈꿔봤을 바닷가 비키니 사진 공개' '꾸준한 비키니 사진 업로드를 위해 꾸준한 몸매 관리 중'등을 언급하고 '찍으려면 반드시 굶고 땀내라' 등의 자막을 내보내 그 해 11월 13일 방송통신심의위 회의에서 "주의" 조치를 받았다.

## 방송 시간
| 방송 채널 | 방송 기간                           | 방송 시간                        |
| --------- | ----------------------------------- | -------------------------------- |
| OBS       | 2009년 1월 12일 ~ 2010년 7월 16일   | 매주 평일 밤 9시 30분 ~ 10시     |
| OBS       | 2011년 4월 4일 ~ 2013년 4월 12일    | 매주 평일 밤 9시 30분 ~ 10시     |
| OBS       | 2010년 7월 19일 ~ 2011년 4월 1일    | 매주 평일 밤 9시 35분 ~ 10시 5분 |
| OBS       | 2013년 4월 15일 ~ 2014년 6월 27일   | 매주 평일 밤 9시 ~ 9시 50분      |
| OBS       | 2014년 6월 30일 ~ 2015년 9월 11일   | 매주 평일 밤 8시 55분 ~ 9시 45분 |
| OBS       | 2015년 9월 14일 ~ 2016년 4월 22일   | 매주 평일 밤 9시 ~ 9시 35분      |
| OBS       | 2016년 4월 25일 ~ 2017년 3월 17일   | 매주 평일 밤 9시 5분 ~ 9시 40분  |
| OBS       | 2017년 3월 20일 ~ 2017년 7월 28일   | 매주 평일 밤 9시 15분 ~ 9시 50분 |
| OBS       | 2017년 7월 31일 ~ 2018년 3월 23일   | 매주 평일 밤 9시 ~ 9시 40분      |
| OBS       | 2018년 10월 29일 ~ 2019년 10월 25일 | 매주 평일 밤 9시 ~ 9시 40분      |
| OBS       | 2018년 3월 26일 ~ 2018년 10월 26일  | 매주 평일 밤 8시 55분 ~ 9시 35분 |
| OBS       | 2019년 10월 28일 ~ 2020년 7월 24일  | 매주 평일 밤 8시 50분 ~ 9시 30분 |
| OBS       | 2020년 7월 27일 ~ 2022년 6월 3일    | 매주 평일 밤 8시 40분 ~ 9시 10분 |
| OBS       | 2022년 8월 29일 ~ 현재              | 매주 평일 밤 8시 40분 ~ 9시 10분 |
| OBS       | 2022년 6월 6일 ~ 2022년 8월 26일    | 매주 평일 저녁 7시 ~ 7시 30분    |